# ノーサンプトン
ノーサンプトン（英: Northampton, 発音: [nɔrˈθæmptən] ( 音声ファイル)）は、イングランド中東部に位置するタウン。ロンドンの108km北西、バーミンガムの80km南東に位置し、ネン川が流れる。面積は80.76k㎡。ノーサンプトンシャーの州都である。ジョン・ロブ、クロケット・アンド・ジョーンズ、チャーチ、エドワード・グリーン、トリッカーズといった英国を代表する高級靴の製造業者が集中していることでも知られている。

## 歴史
6世紀頃から定住地が形成され、11世紀にノルマン人によって城壁が建設され、町の形態が整った。19世紀には鉄道と運河が敷設されて発展し、1800年の人口約7千人が、1900年には約87,000人へと増加した。
その後は人口増加のスピードが緩和され、10万人に達したのは1961年である。そして約13万人となった1968年にニュータウンに指定された。目標とされた人口は1981年に23万人、その後26万人に達する計画だった。この目標には届いていないが、町は順調に発展し、2001年の人口は約20万人、2011年は約21万人、2021年には約24万人に増加した。

## 姉妹都市
- マールブルク、ドイツ
- ポワチエ、フランス

## 出身人物
- アラン・ムーア - 漫画原作者
- アラン・ウォーカー - 音楽プロデューサー

## 関連事項
- ノーサンプトン侯爵
- ノーサンプトン伯爵
- F1イギリスグランプリが毎年開催されるシルバーストン・サーキットの最寄り駅はノーサンプトン駅（英語版）である。